# Ernst Odowalsky

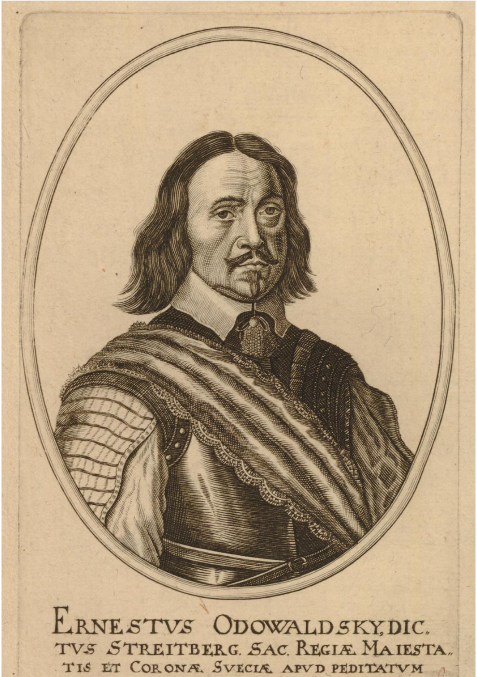
Ernst Odowalsky auf einem Kupferstich des Straßburger Künstlers Peter Aubry (1610–1686)

Ernst Odowalsky, seit 1651 von Streitberg (* 1592; † 15. März 1672 in Oberndorf, Franken), war ein Militär im Dreißigjährigen Krieg. Vom einfachen Soldaten avancierte er bis zum Oberstleutnant in der Kaiserlichen Armee. Durch Invalidität verlor er seine Stellung und durch Plünderung sein Eigentum. Als ihm der Kaiser eine Entschädigung verweigerte, lief er 1648 zu den Schweden über und ermöglichte General Hans Christoph von Königsmarck durch seine Informationen die Eroberung der Prager Kleinseite.

## Leben
Odowalsky stammte aus einer böhmischen oder fränkischen Familie.

### In kaiserlichen Diensten
Im Böhmischen Ständeaufstand zu Beginn des Dreißigjährigen Krieges stand er auf kaiserlicher Seite und kämpfte als einfacher Musketier in der Schlacht am Weißen Berg im November 1620. In den nächsten Jahren stieg er zum Offizier auf. 1628 war er als Hauptmann im kaiserlich besetzten Wismar stationiert. Im Oktober 1634 werden „Ottowaldische Soldaten zu Roß“ erwähnt, die von der kursächsischen Stadt Marienberg im Erzgebirge eine Geldzahlung von 1000 Talern für die Schonung der Stadt erpressen wollten. Bei der Niederlage des kaiserlichen Generals Hans Wolf von Salis gegen schwedische Truppen bei Ruppertsgrün im März 1639 konnte Odowalsky als Obristleutnant zusammen mit seinem Kommandanten Oberst Wamboldt und etwa 1000 Mann fliehen und sich nach Eger retten.
Durch eine schwere Arm- oder Schulterverletzung musste er im gleichen Jahr den aktiven Kriegsdienst verlassen. Die nächsten Jahre hielt sich Odowalsky meist in Eger auf, wo er 1628 eine Einheimische geheiratet hatte und ein Haus sowie Landgüter im Umland besaß. In den Jahren 1645 und 1646 war er in die Verteilung der im Egerer Kreis einquartierten Soldaten involviert und reiste dazu unter anderem ins kaiserliche Hauptquartier nach Klattau und in die von Eger abhängige Gemeinde Marktredwitz. Nachdem seine Güter seit den 1630er Jahren bereits mehrfach geplündert worden waren, brannte bei der Eroberung Egers durch schwedische Truppen im Jahr 1647 auch sein Haus nieder, er selbst geriet in Gefangenschaft.

### In schwedischen Diensten
Durch die Zerstörungen hatte Odowalsky seine Lebensgrundlage verloren. Er holte sich beim neuen schwedischen Kommandanten von Eger Johann von Koppy die Erlaubnis, nach Prag zu reisen. Dort erhielt er eine Audienz bei Kaiser Ferdinand III., der ihm als Kompensation für seine Not etwas Geld gab und ihm einen Offiziersposten in Elbogen versprach. Der böhmische Landeskommandant Rudolf von Colloredo löste das Versprechen jedoch nicht ein, sondern sicherte Odowalsky nur „acht Portionen“ einer in den Akten nicht näher bestimmten Sache zu, während diesem in der Wartezeit das Geld ausging. Deshalb entschied Odowalsky sich, den Schweden seine Dienste anzubieten. Er brachte seine Familie in Plauen im Vogtland unter und ging im Mai 1648 nach Weiden in der Oberpfalz zum schwedischen General Königsmarck. Er konnte den schwedischen Befehlshaber durch das Angebot überzeugen, ihm zur handstreichartigen Eroberung der Prager Kleinseite zu verhelfen. Odowalsky wurde von den Schweden mit 100 Talern Sold im Monat angestellt.
Königsmarck bereitete Anfang Juni mit Odowalskys Informationen über die Prager Verteidigungsanlagen einen Anschlag auf die Kleinseite vor. Weil die Schweden erst nach dem Eintreffen von Verstärkungen aus Leipzig losschlagen wollten, nahmen sie vorerst nur kleinere Orte nahe Eger wie Burg Petschau und Falkenau ein. Die Kaiserlichen ließen sie damit glauben, ihr nächstes Ziel sei die stark befestigte Burg von Elbogen. Die Geheimhaltung der Pläne gelang bis zuletzt. Die Schweden zogen Ende Juli nach Pilsen, wo sie alles an Vieh vor den Mauern in Besitz nahmen, aber die kaiserliche Garnison unter Jan van der Croon ignorierten. Am 24. Juli zogen sie nach Rakonitz, wo sie, um Geschwindigkeit zu gewinnen, ihren Fuhrpark und die Artillerie zurückließen und die Infanteristen auf die Artilleriepferde sattelten. In der Nacht auf den 26. Juli griffen sie Prag an den Schwachstellen an, die Odowalsky ihnen genannt hatte.

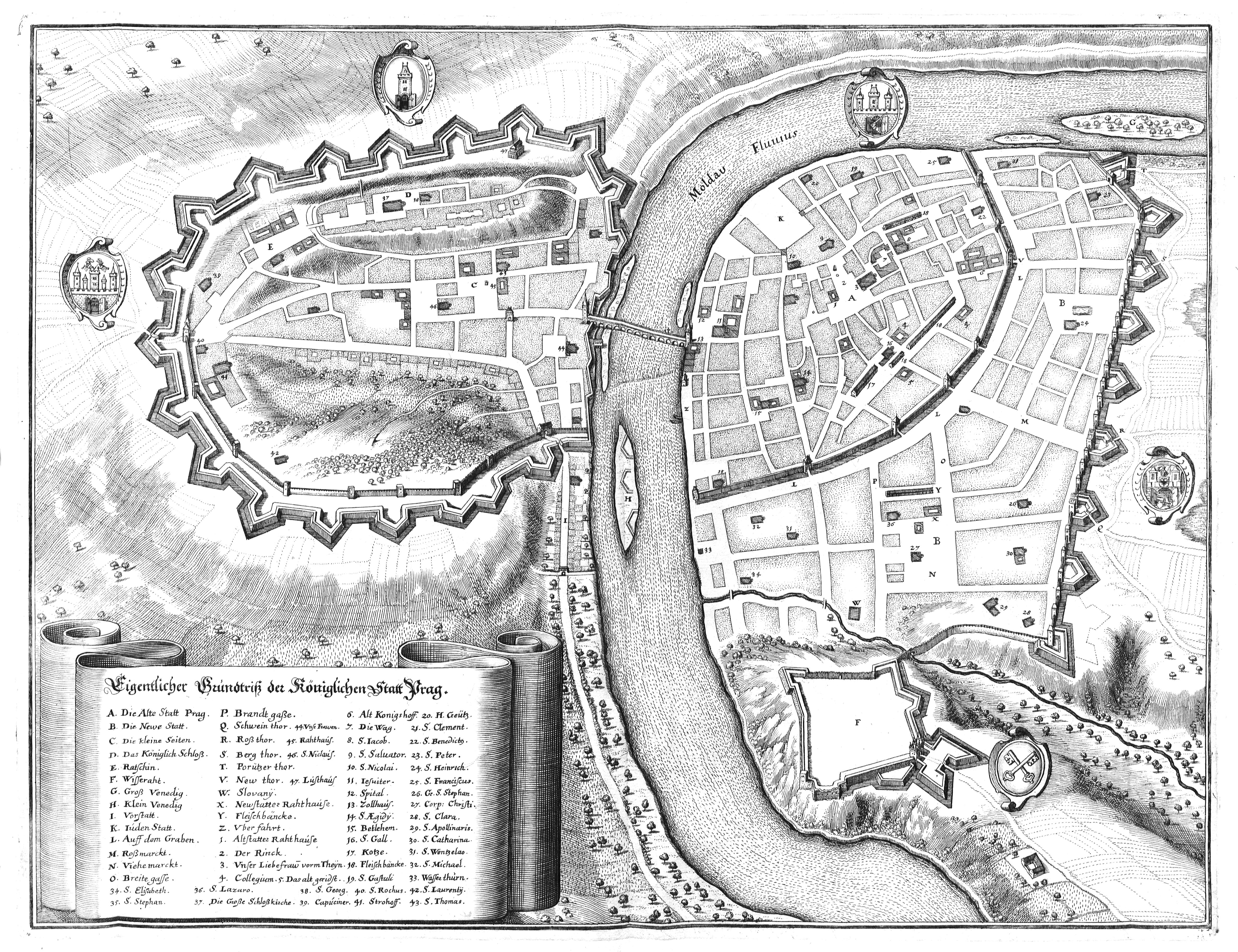
Die Prager Verteidigungsanlagen um 1648, mit der Kleinseite links des Flusses

Ernst Odowalsky war am 24. Juli bereits mit einem Vortrupp von 200 Reitern aufgebrochen, um alle Wege von Rakonitz aus in Richtung Prag abzusperren, damit keine Nachricht vom Herannahen der Schweden die Verteidiger erreichten konnte. Am Abend des 25. Juli erreichten die Schweden gegen Mitternacht den Weißen Berg westlich von Prag. Von dort hörten sie Glockenläuten in der Stadt, weshalb Königsmarck bereits befürchtete, dass man dort Alarm schlug. Der ortskundige Odowalsky wusste aber, dass es sich um das Zeichen zum Mitternachtsgebet für die Mönche des Benediktiner- und des Kapuzinerklosters handeln musste, und beruhigte den schwedischen General. Odowalsky führte um 3 Uhr morgens einen Vortrupp aus Dragonern und der schwedischen Infanterie unter Johann von Koppy zum Strahover Tor nahe dem gleichnamigen Kloster an eine kaum bewachte Stelle der Stadtmauer, die aufgrund eines Erdhaufens im Wallgraben und laufender Instandsetzungsarbeiten leicht zu ersteigen war. Von dort überraschten die Schweden die wenigen Wachen und öffneten das Tor für die restlichen Soldaten, die sich in den Gärten vor dem Tor versteckt hatten. Ihnen gelang noch bis zum Morgen die Einnahme der Prager Kleinseite und des Hradschin. Anschließend plünderten sie drei Tage lang die Kleinseite und nahmen im Prager Kunstraub unzählige Kunstschätze in Besitz.
Ohne die Informationen Odowalskys wäre die Eroberung der Kleinseite kaum möglich gewesen. Obwohl den Schweden in der Belagerung von Prag vor Kriegsende nicht mehr die Eroberung der Alt- und Neustadt auf dem anderen Moldauufer gelang, hatten der Handstreich und die drohende Eroberung ganz Prags große Folgen für die Friedensbereitschaft des Landesherrn Kaiser Ferdinand, der im September seine Zustimmung zum Abschluss des Westfälischen Friedens gab.
In den Vertragstext des Westfälischen Friedens wurde auf schwedischen Druck hin eine spezielle Schutzerklärung für Odowalsky aufgenommen. Er verfasste auch eine Verteidigungsschrift über seine Beweggründe mit einem Bericht über die Eroberung der Kleinseite, die im sechsten Band des Theatrum Europaeum abgedruckt wurde. Im Jahr 1651 ehrte ihn die schwedische Königin Christina mit der Erhebung in den Adelsstand mit dem Prädikat „von Streitberg“. Odowalsky erwarb Besitz in Oberndorf in Franken, wo er am 15. März 1672 starb.